# С кем ты?
С кем ты? (укр. З ким ти?) — другий студійний альбом гурту «Ария». Був записаний у 1986 році і поширювався як магнітоальбом на магнітофонній касеті. На CD був виданий тільки 1994 року, 2013 року був уперше виданий на вінілі.

## Список композицій
Автор слів Олександр Єлін, крім зазначених. 
| #  | Назва                           | Автор слів | Автор музики       | {{{extra_column}}}      | Тривалість |
| -- | ------------------------------- | ---------- | ------------------ | ----------------------- | ---------- |
| 1. | «Воля и разум»                  |            | Большаков          | Will and Reason         | 4:34       |
| 2. | «Встань, страх преодолей»       |            | Большаков          | Stand, Subdue Your Fear | 4:16       |
| 3. | «Здесь куют металл»             |            | Грановський        | We Make Metal           | 4:42       |
| 4. | «С кем ты?»                     |            | Грановський        | Who Are You With?       | 4:43       |
| 5. | «Без тебя»                      | Пушкіна    | Большаков, Кіпєлов | Without You             | 4:24       |
| 6. | «Память о...» (інструментальна) | —          | Грановський        | Memory Of...            | 2:49       |
| 7. | «Икар»                          |            | Большаков          | Icarus                  | 4:14       |
| 8. | «Игры не для нас»               |            | Большаков          | Games Are Not for Us    | 5:47       |

## Склад
- Валерій Кіпєлов - вокал.
- Андрій Большаков - гітара, бек-вокал.
- Володимир Холстінін - гітара.
- Алік Грановський - бас-гітара.
- Кирило Покровський - клавішні, бек-вокал (вказаний тільки на вініловому перевиданні). [1]
- Ігор Молчанов - ударні.